# Герои Российской Федерации — Т

В настоящем списке представлены в алфавитном порядке Герои Российской Федерации, чьи фамилии начинаются с буквы «Т». Список содержит информацию о роде войск (службе, деятельности) Героев на время присвоения звания, дате рождения, месте рождения, дате смерти и месте смерти Героев.
 Серым цветом в таблице выделены Герои, награждённые посмертно. 
| №  | Фото | Фамилия Имя Отчество             | Род войск, служба    | Годы жизни                         | Место рождения                                                  | Место гибели (смерти)                                |                  |
| -- | ---- | -------------------------------- | -------------------- | ---------------------------------- | --------------------------------------------------------------- | ---------------------------------------------------- | ---------------- |
| 1  |      | Табачников, Виталий Витальевич   | авиация              | 11 марта 1964 — 25 августа 2023    |                                                                 | Украина                                              |                  |
| 2  |      | Талабаев, Виталий Викторович     | Десантные войска     | 8 октября 1973 — 13 сентября 1999  | Борне-Сулиново, Западно-Поморское воеводство, Польша            | Новолакский район, Дагестан                          |                  |
| 3  |      | Талалакин, Андрей Иванович       | авиация              | 5 марта 1938 — 17 апреля 2000      | Москва, РСФСР                                                   | Москва                                               | 7 сентября 1993  |
| 4  |      | Тамазов, Тимур Мухамедович       | Десантные войска     | 25 октября 1990 — 17 сентября 2022 | Карагач, Прохладненский район, Кабардино-Балкарская АССР, РСФСР | Украина                                              |                  |
| 5  |      | Тамгин, Владимир Александрович   | МВД                  | 24 сентября 1974 — 9 января 2000   | с. Слобода-Кухарская, Киевская область, Украинская ССР          | Аргун, Чечня                                         |                  |
| 6  |      | Таранец, Сергей Геннадьевич      | Десантные войска     | 9 апреля 1969 — 2 декабря 1999     | Славянск-на-Кубани, Краснодарский край, РСФСР                   | Владикавказ, Северная Осетия                         |                  |
| 7  |      | Тарасов, Алексей Валерьевич      | авиация              | 24 июня 1981 — 2 октября 2022      | Тейково, Ивановская область, РСФСР                              | Украина                                              |                  |
| 8  |      | Тарасов, Василий Владимирович    | авиация              | род. 19 февраля 1964               | Саратов, Саратовская область, РСФСР                             |                                                      |                  |
| 9  |      | Тарелкин, Евгений Игоревич       | Космонавт            | род. 29 декабря 1974               | пос. Первомайский, Читинская область, РСФСР                     |                                                      |                  |
| 10 |      | Тарелкин, Игорь Евгеньевич       | авиация              | род. 27 мая 1952                   | с. Савелово, Московская область, РСФСР                          |                                                      |                  |
| 11 |      | Тасимов, Азамат Утюпбергенович   | Пехота и мотострелки | 18 марта 1984 — 28 декабря 2003    | пос. Кинелле, Астраханская область, РСФСР                       | Дагестан                                             |                  |
| 12 |      | Таскаев, Роман Петрович          | авиация              | род. 14 октября 1954               | Хилок, Читинская область, РСФСР                                 |                                                      | 16 августа 1992  |
| 13 |      | Таташвили, Владимир Владимирович | Морская пехота       | 4 июля 1979 — 31 декабря 1999      | Ленинград, РСФСР                                                | Высота 1406, с. Харачой, Чечня                       |                  |
| 14 |      | Ташухаджиев, Магомед Сайдиевич   |                      | 30 сентября 1985 — 23 июля 2001    | Грозный, Чечено-Ингушская АССР, РСФСР                           | Грозный, Чечня                                       | 27 июля 2001     |
| 15 |      | Тащиев, Сурен Амбрацумович       | авиация              | 22 марта 1919 — 25 сентября 1943   | Чалтырь, Ростовская область, РСФСР                              | Керченский пролив                                    | 16 февраля 1995  |
| 16 |      | Теперик, Андрей Владимирович     | МВД                  | 17 мая 1972 — 5 сентября 1999      | Липецк, Липецкая область, РСФСР                                 | с. Новолакское, Дагестан                             |                  |
| 17 |      | Теплинский, Михаил Юрьевич       | Десантные войска     | род. 9 января 1969                 | Моспино, Донецкая область, Украинская ССР                       |                                                      |                  |
| 18 |      | Тепсаев, Беслан Юнусович         | МВД                  | 5 декабря 1971 — 15 октября 2009   | станица Ищерская, Чечено-Ингушская АССР, РСФСР                  | с. Самашки, Чечня                                    |                  |
| 19 |      | Терехов, Владимир Юрьевич        | ВМФ                  | 30 августа 1946 — 29 декабря 2024  | Днепропетровск, Днепропетровская область, Украинская ССР        |                                                      |                  |
| 20 |      | Терёшкин, Олег Викторович        | ВВ МВД               | 11 июня 1971 — 18 апреля 1995      | Свердловск-45, Свердловская область, РСФСР                      | в районе с. Бамут, Чечня                             |                  |
| 21 |      | Тибекин, Олег Анатольевич        | Пехота и мотострелки | 1 августа 1972 — 16 декабря 1999   | Красноярск, Красноярский край, РСФСР                            | Грозный, Чечня                                       |                  |
| 22 |      | Тимерман, Константин Анатольевич | Пехота и мотострелки | род. 11 октября 1977               | Новокузнецк, Кемеровская область, РСФСР                         |                                                      | 15 августа 2008  |
| 23 |      | Тимошенко, Андрей Станиславович  | ВДВ                  | род. 21 апреля 1972                | Фергана, Ферганская область, Узбекская ССР                      |                                                      |                  |
| 24 |      | Тиньков, Валерий Анатольевич     | МВД                  | 12 ноября 1957 — 1 мая 1995        | д. Становая, Липецкая область, РСФСР                            | Грозный, Чечня                                       |                  |
| 25 |      | Титов, Анатолий Александрович    | Партизан             | 10 августа 1923 — 2 июня 2008      | Трубчевский район, Брянская область, РСФСР                      | Троицк, Российская Федерация                         | 7 июля 1994      |
| 26 |      | Тихонов, Александр Евгеньевич    | ФСБ                  | род. 17 августа 1952               | Прокопьевск, Кемеровская область, РСФСР                         |                                                      |                  |
| 27 |      | Ткач, Николай Александрович      | Пехота и мотострелки |                                    |                                                                 |                                                      |                  |
| 28 |      | Ткаченко, Игорь Валентинович     | авиация              | 26 июля 1964 — 16 августа 2009     | пос. Венцы-Заря, Краснодарский край, РСФСР                      | около г. Жуковский, Московская область               |                  |
| 29 |      | Токарев, Валерий Иванович        | Космонавт            | род. 29 октября 1952               | Капустин Яр, Астраханская область, РСФСР                        |                                                      | 23 декабря 2000  |
| 30 |      | Токарев, Вячеслав Владимирович   | Пограничная служба   | 19 февраля 1972 — 18 августа 1994  | Бийск, Алтайский край, РСФСР                                    | Таджикистан                                          | 3 октября 1994   |
| 31 |      | Толбоев, Магомед Омарович        | авиация              | род. 20 января 1951                | с. Согратль, Дагестанская АССР, РСФСР                           |                                                      | 17 ноября 1992   |
| 32 |      | Толбоев, Тайгиб Омарович         | авиация              | 8 августа 1955 — 20 мая 2021       | с. Согратль, Дагестанская АССР, РСФСР                           | с. Согратль, Дагестан, Россия                        |                  |
| 33 |      | Тормахов, Дмитрий Дмитриевич     | авиация              | 23 ноября 1921 — 19 июля 2002      | Брянск, Брянская область, РСФСР                                 | Сочи, Краснодарский край                             | 19 февраля 1996  |
| 34 |      | Трачук, Дмитрий Сергеевич        | Пехота и мотострелки |                                    |                                                                 |                                                      |                  |
| 35 |      | Трегубенков, Юрий Петрович       | авиация              | род. 18 августа 1953               | пос. Любохна, Брянская область, РСФСР                           |                                                      |                  |
| 36 |      | Третьякевич, Виктор Иосифович    | Партизан             | 9 сентября 1924 — 15 января 1943   | с. Ясенки, Воронежская губерния, РСФСР                          | Краснодон, Ворошиловградская область, Украинская ССР | 22 сентября 2022 |
| 37 |      | Трещёв, Сергей Евгеньевич        | Космонавт            | род. 18 августа 1958               | пос. Красный Кустарь, Липецкая область, РСФСР                   |                                                      | 4 февраля 2004   |
| 38 |      | Трофименко, Виктор Иванович      | ФСБ                  | род. 8 марта 1960                  | Полтава, Полтавская область, Украинская ССР                     |                                                      |                  |
| 39 |      | Трошев, Андрей Николаевич        |                      | род. 5 апреля 1962                 | Ленинград, РСФСР                                                |                                                      |                  |
| 40 |      | Трошев, Геннадий Николаевич      | Генералитет          | 14 марта 1947 — 14 сентября 2008   | Берлин                                                          | Пермь                                                |                  |
| 41 |      | Трубанов, Владимир Евгеньевич    | Пехота и мотострелки | 28 октября 1976 — 19 августа 1996  | Салават, Башкирская АССР, РСФСР                                 | Грозный, Чечня                                       |                  |
| 42 |      | Трубников, Вячеслав Иванович     | СВР                  | 25 апреля 1944 — 18 апреля 2022    | Иркутск, Иркутская область, РСФСР                               | Москва                                               |                  |
| 43 |      | Трундаев, Евгений Валентинович   | Пехота и мотострелки | род. 27 сентября 1986              | Зарайск, Московская область, РСФСР                              | Смелое, Луганская область, Украина                   |                  |
| 44 |      | Трунтов, Сергей Алексеевич       | спецназ ГРУ          | 11 марта 1987 — 19 августа 2022    | Бийск, Алтайский край                                           | Украина                                              |                  |
| 45 |      | Тулин, Сергей Загитович          | ВДВ                  | род. 11 сентября 1957              | д. Малые Гайны, Башкирская АССР, РСФСР                          |                                                      |                  |
| 46 |      | Тупицын, Леонтий Яковлевич       | Пехота и мотострелки | 4 марта 1895 — 24 января 1944      | починок Соплинское, Вятская губерния, Российская империя        | пос. Ульяновка, Ленинградская область, РСФСР         | 6 мая 1994       |
| 47 |      | Туркин, Андрей Алексеевич        | ФСБ                  | 21 октября 1975 — 3 сентября 2004  | Орск, Оренбургская область, РСФСР                               | Беслан, Северная Осетия — Алания                     |                  |
| 48 |      | Турубара, Владислав Алексеевич   | спецназ ГРУ          | 19 января 1998 — 29 августа 2022   | Михайловка, Сакский район, Автономная Республика Крым, Украина  | Бериславский район, Херсонская область, Украина      |                  |
| 49 |      | Тучин, Алексей Иванович          | спецназ ГРУ          | 9 августа 1967 — 29 декабря 1999   | пгт Сапожок, Рязанская область, РСФСР                           | Аргунское ущелье, Чечня                              |                  |
| 50 |      | Тюнин, Андрей Владимирович       | ФСБ                  | 20 июня 1969 — 17 июня 2001        | с. Садовое, Курганская область, РСФСР                           | Аргун, Чечня                                         |                  |
| 51 |      | Тюриков, Виктор Иванович         | авиация              | 26 сентября 1954 — 7 августа 2003  | с. Этыка, Читинская область, РСФСР                              | Чечня                                                |                  |
| 52 |      | Тюрин, Михаил Владиславович      | Космонавт            | род. 2 марта 1960                  | Коломна, Московская область, РСФСР                              |                                                      | 12 апреля 2003   |
| 53 |      | Тягачёв, Алексей Александрович   | ВДВ                  | род. 23 мая 1965                   | Дмитров, Московская область, РСФСР                              |                                                      |                  |